# Victor Besme
Pour les articles homonymes, voir Besme.
 (novembre 2016).
Si vous disposez d'ouvrages ou d'articles de référence ou si vous connaissez des sites web de qualité traitant du thème abordé ici, merci de compléter l'article en donnant les références utiles à sa vérifiabilité et en les liant à la section « Notes et références ».
Victor Besme (Bruxelles 5 février 1834 - Saint-Gilles 7 février 1904) est un architecte et urbaniste belge qui réalisa au XIXe siècle une grande partie des plans d'aménagements des expansions de la ville de Bruxelles en dehors de ses murs, ainsi que ceux des villes de Verviers, Ostende et Mariakerke.

## Biographie
Victor Besme est le fils de Léopold Besme, industriel de la région de Clabecq, qui fut à la tête de la Fonderie et platinerie de fer, ancêtre des forges de Clabecq. En 1828, afin de sauver l'entreprise de la faillite, son père s'associe avec Edouard Goffin et Nicolas Warocqué. Mais, malgré cette nouvelle association, Léopold Besme est ruiné et contraint quelques années plus tard d'émigrer à Bruxelles pour chercher du travail. Cet évènement marque durablement le jeune Victor et crée chez lui une véritable obsession pour les études et le travail[réf. nécessaire], seul moyen à ses yeux de s'assurer un statut social décent. Franc-maçon, il entretient également d'excellentes relations avec les hommes d'église[réf. nécessaire].
À l'âge de dix-huit ans, il réussit l'examen de géomètre-arpenteur et à vingt ans se met dans les rangs pour devenir inspecteur-voyer. Dès 1858, il remplace Charles Versluys comme inspecteur-voyer dans les faubourgs de Bruxelles.
Victor Besme assume de nombreuses fonctions officielles et privées. Il est actif dans l'urbanisme, réalise les plans d'aménagement de nouveaux quartiers, des projets architecturaux privés et publics, de transports publics, d'adduction d'eau, etc. et préside la S.A. de tramway verviétois.
Son œuvre majeure est le Plan d'ensemble pour l'extension et l'embellissement de l'agglomération bruxelloise, publié en 1866 sous les auspices du ministre de l'Intérieur et des Travaux publics, Charles Rogier. Ce plan va lui permettre de se faire connaître et d'obtenir le soutien du roi Léopold II. De nombreux promoteurs privés et des industriels vont lui faire confiance pour la réalisation de leurs projets immobiliers.
Victor Besme devint également l'architecte de la famille Peltzer, riche famille de l'industrie lainière verviétoise, pour laquelle il a conçu un grand nombre de bâtiments privés de toutes sortes. Il réalisa pour Oscar Peltzer un hôtel particulier au n°123 de l'avenue Louise.

## Œuvre
Architecture :
- Église Saint-Gilles de Bruxelles
- Pouhon Pierre-le-Grand
- Chapelle du dépôt de mendicité de Merksplas
- Abattoirs de Molenbeek-Saint-Jean et de Schaerbeek

Urbanisme :
- Extension du quartier Louise
- Étangs d'Ixelles
- Quartier autour du parc Jardin du Roi
- Avenue de Tervueren
- Commune de Saint-Gilles
- Quartier autour du Parc de Forest
- Quartier de Cureghem